# Franceska Mann
Franciszka Manheimer-Rosenberg (Warschau, 4 februari 1917 – Auschwitz, 23 oktober 1943) beter bekend als Franceska Mann, was een Poolse ballerina. Zij geniet vooral bekendheid vanwege het doodschieten van een Duitse kampbewaker in concentratiekamp Auschwitz waar zij wegens haar Joodse identiteit naar toe was gestuurd.

## Levensloop
Mann werd geboren in een Joods gezin. Zij studeerde moderne dans, klassiek ballet en tapdansen aan de dansschool van Irena Prusicka en was bevriend met Wiera Gran en Stefania Grodzieńska, twee andere bekende ballerina's in het Polen van de jaren dertig. In 1939 werd Mann vierde bij een Internationaal dansconcours in Brussel.
Ten tijde van de Duitse inval in Polen werkte Mann in een bekende nachtclub in de Poolse hoofdstad. Na de machtsovername werd zij samen met een half miljoen andere Joden opgesloten in het Getto van Warschau. In 1941 trad ze op in een toneelstuk in het theater Femina dat in het getto lag. In verschillende publicaties wordt Mann beschuldigd van samenwerking met de Duitsers.
Manns naam wordt ook genoemd in verband met de Hotel Polski-affaire. De Duitsers verspreidden na de Opstand in het getto van Warschau in april 1943 het gerucht dat Joden in het hotel tegen de betaling van een grote som geld een paspoort van een neutraal land konden verkrijgen, waarmee zij naar het buitenland konden vertrekken. Op het gerucht kwamen enkele duizenden Joden af die merendeels zaten ondergedoken in Warschau en omgeving. Mogelijk had Mann ook een schuilplaats ergens buiten het getto. De meeste bezoekers van Hotel Polski vonden de dood in een concentratiekamp, slechts enkele honderden overleefden dankzij een gevangenenuitwisseling.
Op 23 oktober 1943 arriveerde Mann samen met zeventienhonderd andere Joden in het concentratiekamp Auschwitz. Over wat er daarna precies gebeurde bestaan meerdere versies. Vast staat dat bij het ontkleden Mann het pistool van SS-Oberscharführer Walter Quakernack wist te bemachtigen. Zij loste daarmee zeker drie schoten waarbij SS-Oberscharführer Josef Schillinger dodelijk werd getroffen. SS-Oberscharführer Wilhelm Emmerich raakte gewond. De schoten waren voor andere Joodse vrouwen het teken om in opstand te komen tegen de bewakers. Kampcommandant Rudolf Höss liet versterkingen aanrukken met machinegeweren die het vuur openden op de menigte. Diegenen die niet door kogels omkwamen werden alsnog doorgestuurd naar de gaskamer.